# Рождество Богородично (Зорница)
„Рождество Богородично“ е източнокатолическа църква на Софийската епархия в село Зорница, община Средец, област Бургас.

## История на енорията
Енорията е една от най-старите източно-католически енории в България, чието начало е в 1863 г. Отец Петко Желев - легендарният монах от Света гора, известен като отец Пантелеймон, посещава село Топузларе (днес Зорница) и успява да спечели за католичеството доста жители на селото. Енорията е обслужвана от отците възкресенци от Одрин, които заварили около 20 семейства католици. Първоначално Литургиите се отслужвали по частни домове. По-късно е изграден параклис, където е идвал да служи и Одринския владика Михаил Петков.
През 1883, синът на Димитър Миров от селото – Михаил, завършва своето богословско образование и е ръкоположен за свещеник на родното си село. Отец Михаил развива голяма пасторална дейност както в Топузларе, така и в близкото село Довруклий (днес Правдино). Още през 1883 отваря частно католическо училище в Топузларе, в което преподава до 1907 г. Идват в помощ нови свещеници: отец Йосафат Козаров, отец Борис Митков, отец Андрей Славов, последен учител до закриването на училището през 1924 г.
Енорията е родно място на архимандрит проф. д-р Георги Елдъров. През 1934 г. селото е преименувано от Топузларе на Зорница.
Днес енорията е недействаща.

## История на храма
През 1866 г. Тодор Петров подарява на Католическата църква дворно място за изграждане на малък параклис от кирпич, който е бил използван до 1891 г.
Когато отец Михаил Миров идва да служи в родното си село Топузларе през 1883, неговият роден брат Петко завещава част от двора си и бащината си къща на местната енория. На 31 май 1886 г. е положен основният камък на нова енорийска църква, и благодарение на помощта на Софийско-пловдивския епископ Роберто Менини, храмът е завършен през 1888 г. и осветен през 1891 г. от Одринския епископ Михаил Петков. Църквата е била голяма за времето си, дълга 18 м, построена основно с помощи от пловдивските католически села. Камбанарията, висока 24 м, е дело на майстор Петко Рашков от Дряново.
Днес църквата е затворена.